# Герб Грязинского района
Герб Грязинского района является официальным геральдическим символом Грязинского района Липецкой области.
Утверждён 16 февраля 2005 года Решением районного Совета депутатов № 109 «О гербе Грязинского района».
По геральдическим правилам и канонам герб является полугластным.

## Описание герба (блазон)
Щит скошен начетверо - первая и четвертая части червленые (красные), вторая - зеленая, третья - лазоревая (синяя, голубая); поверх деления - золотое колесо.

## Обоснование символики
При создании герба учитывалось географическое местоположение Грязинского района — юго-восточная часть Липецкой области на Окско-Донской равнине. Город Грязи был построен во второй половине XIX века как пристанционный посёлок на сходящихся линиях Козлово-Воронежской, Орлово-Грязинской и Грязи-Царицынской железных дорог. В административном центре района располагается крупный железнодорожный узел со станциями Грязи-Воронежские, Грязи-Волгоградские, Грязи-Орловские и 474 километр. Узел обслуживает четыре направления: Орёл, Волгоград, Рязань, Миллерово.
Всё это отражено в гербе Грязинского района: щит разделён на четыре части. Главная фигура герба — золотое колесо, символ вечного движения и развития. Оно показывает в аллегорической форме ритм беспрерывного движения поездов и важности для жителей города и района железнодорожной отрасли.
Червлень в первой и четвёртой части щита указывает на административное подчинение Липецкой области, так как красный цвет — основной цвет герба Липецкой области.
Лазоревый цвет в третьей части щита показывает на границу с Тамбовской областью, так как синий (голубой) цвет является основным в гербе данной области.
Грязинский район находится на плодородной чернозёмной почве: вторая четверть герба аллегорически указывает на это зеленью геральдического щита.
Лазурь и зелень также дополняют символику природы района и аллегорически показывают, что Грязинский район расположен на Окско-Донской равнине по обоим берегам реки Матыры.
Лазурь также символ чести, славы, преданности, истины, красоты, добродетели и чистого неба.
Зелень — символ весны, радости, надежды, жизни, природы, а также здоровья.
Доблесть жителей района отражена красным цветом — символом мужества, самоотверженности, красоты, справедливой борьбы и жизни.

## Утверждение герба
Герб Грязинского района был утверждён самым последним среди районов Липецкой области (наряду с гербом Данковского района) в Государственном геральдическом регистре Российской Федерации. Причиной этому послужило несоответствие гербов двух районов правилам и канонам геральдики.